# 이매뉴얼 아무니케
이매뉴얼 아무니케(영어: Emmanuel Amunike, 1970년 12월 25일 ~ )는 나이지리아의 프로 축구 감독이자 윙어로 활약한 나이지리아의 전 프로 축구 선수이다.

## 구단 경력
1991년에는 이집트의 자말레크로 이적하여 1991-1992년, 1992-1993년 이집트 프리미어리그, 1993년 CAF 챔피언스리그, 1994년 CAF 슈퍼컵에서 우승했다.
1994년 그는 스포르팅과 계약을 맺었다. 그는 라이벌 벤피카를 상대로 쐐기골을 넣은 후 첫 시즌에 매우 유명해졌다. 클럽에서 그는 1994-1995년 타사 드 포르투갈과 1995년 수페르타사 칸디두 드 올리베이라를 우승했다.
1995년 바르셀로나로부터 360만 달러에 구입한 그는 사고의 표적이 되기 전, 1995-1996년 시즌에 겨우 첫 경기를 치렀다. 무릎 문제가 그를 1998년 FIFA 월드컵에 멀리하게 했다. 아무니케는 결코 완전히 회복되지 못했고 요르단에서 시니어 시즌을 보낸 후 은퇴했다.

## 국가대표팀 경력
그는 나이지리아 국가대표팀으로 27번 출전하여 9골을 넣었다. 그는 미국에서 열린 1994년 FIFA 월드컵에서 불가리아와 이탈리아를 상대로 골을 넣으며 팀의 일원이 되었다. 또한 그 해에 그는 튀니지에서 열린 1994년 아프리카 네이션스컵에서 나이지리아 국가대표팀이 우승하는 것을 도왔고 아프리카 올해의 축구 선수로 선정되었다.
아무니케는 애틀랜타의 1996년 하계 올림픽에서 나이지리아의 모든 경기를 뛰었고, 결승전에서 결승골을 넣었다. 하지만 무릎 문제가 그를 1998년 FIFA 월드컵에 출전시키지 못하게 했다.

## 감독 경력
아무니케는 2015년 FIFA U-17 월드컵에서 나이지리아 U-17 국가대표팀을 지도했다. 2018년 8월 6일, 그는 탄자니아 국가대표팀의 감독으로 임명되었다. 그는 2019년 아프리카 네이션스컵 출전 자격을 얻었지만, 3경기에서 모두 패한 후 팀 훈련에서 사임했다. 2019년 11월, 그는 새로운 직업을 찾고 있다고 말했다.
그는 2022년 2월 나이지리아 국가대표팀의 수석 코치가 되었다.